# PSOE Castella-La Manxa
El PSOE Castella-la Manxa (PSCM-PSOE) és la federació regional castellanomanxega del Partit Socialista Obrer Español (PSOE). La seva seu central està a Toledo i el seu actual secretari general és Emiliano García-Page.

## Història
Des de 1983 fins a 2007 el PSCM va guanyar per majoria absoluta totes les eleccions autonòmiques celebrades a Castella-la Manxa, sent el seu candidat José Bono fins a 2004. Després de ser nomenat ministre de Defensa, Bono va ser substituït en plena legislatura per José María Barreda, qui va aconseguir revalidar la majoria absoluta en les següents eleccions, les de 2007, però va perdre en les eleccions de 2011 davant la candidata del PP, María Dolores de Cospedal.
En 2012 va ser triat secretari general del PSCM Emiliano García-Page, qui va ser designat com a candidat a la presidència autonòmica el 2015. Tot i quedar segon a les eleccions de 2015 per darrere del PP, una aliança entre el PSCM i Podemos li va permetre aconseguir la majoria absoluta en un govern posteriorment compartit entre ambdues formacions. En 2019 el PSCM va guanyar les eleccions autonòmiques per majoria absoluta.

## Resultats electorals

### Corts de Castella-La Manxa
| Any  | Líder                | Vots    | %     | Escons  | +/- | Govern   |
| ---- | -------------------- | ------- | ----- | ------- | --- | -------- |
| 1983 | José Bono            | 416 177 | 47,01 | 23 / 44 | Nou | Majoria  |
| 1987 | José Bono            | 435 121 | 46,79 | 25 / 47 | 2   | Majoria  |
| 1991 | José Bono            | 489 876 | 52,69 | 27 / 47 | 2   | Majoria  |
| 1995 | José Bono            | 483 888 | 46,18 | 24 / 47 | 3   | Majoria  |
| 1999 | José Bono            | 561 332 | 53,42 | 26 / 47 | 2   | Majoria  |
| 2003 | José Bono            | 634 132 | 58,61 | 29 / 47 | 3   | Majoria  |
| 2007 | José María Barreda   | 572 849 | 52,63 | 26 / 47 | 3   | Majoria  |
| 2011 | José María Barreda   | 509 738 | 44,14 | 24 / 49 | 2   | Oposició |
| 2015 | Emiliano García-Page | 398 104 | 36,11 | 15 / 33 | 9   | Coalició |
| 2019 | Emiliano García-Page | 476 469 | 44,10 | 19 / 33 | 4   | Majoria  |
| 2023 | Emiliano García-Page | 483 500 | 45,06 | 17 / 33 | 2   | Majoria  |

### Corts Generals
| Any       | Vots   | %      | Diputats | +/- | Senadors | +/- |
| --------- | ------ | ------ | -------- | --- | -------- | --- |
| 1977      | 265486 | 29,81% | 8 / 21   | Nou | 5 / 36   | Nou |
| 1979      | 303558 | 34,54% | 8 / 21   | =   | 6 / 36   | 1   |
| 1982      | 486553 | 49,21% | 13 / 21  | 5   | 22 / 36  | 16  |
| 1986      | 457573 | 47,79% | 12 / 20  | 1   | 15 / 36  | 7   |
| 1989      | 466964 | 47,96% | 12 / 20  | =   | 10 / 36  | 5   |
| 1993      | 487810 | 45,3%  | 10 / 20  | 2   | 9 / 36   | 1   |
| 1996      | 483251 | 42,62% | 9 / 20   | 1   | 9 / 36   | =   |
| 2000      | 438630 | 40,78% | 8 / 20   | 1   | 9 / 36   | =   |
| 2004      | 537405 | 46,5%  | 9 / 20   | 1   | 11 / 36  | 2   |
| 2008      | 538402 | 44,51% | 9 / 21   | =   | 11 / 36  | =   |
| 2011      | 355806 | 30,34% | 7 / 21   | 2   | 9 / 36   | 2   |
| 2015      | 331856 | 28,36% | 7 / 21   | =   | 9 / 36   | =   |
| 2016      | 303786 | 27,28% | 7 / 21   | =   | 9 / 36   | =   |
| 2019 (I)  | 384461 | 32,38% | 9 / 21   | 2   | 15 / 36  | 6   |
| 2019 (II) | 360013 | 33,1%  | 9 / 21   | =   | 11 / 36  | 4   |
| 2023      | 389751 | 34,14% | 8 / 21   | 1   | 5 / 36   | 6   |